# 大船渡さんまらーめん

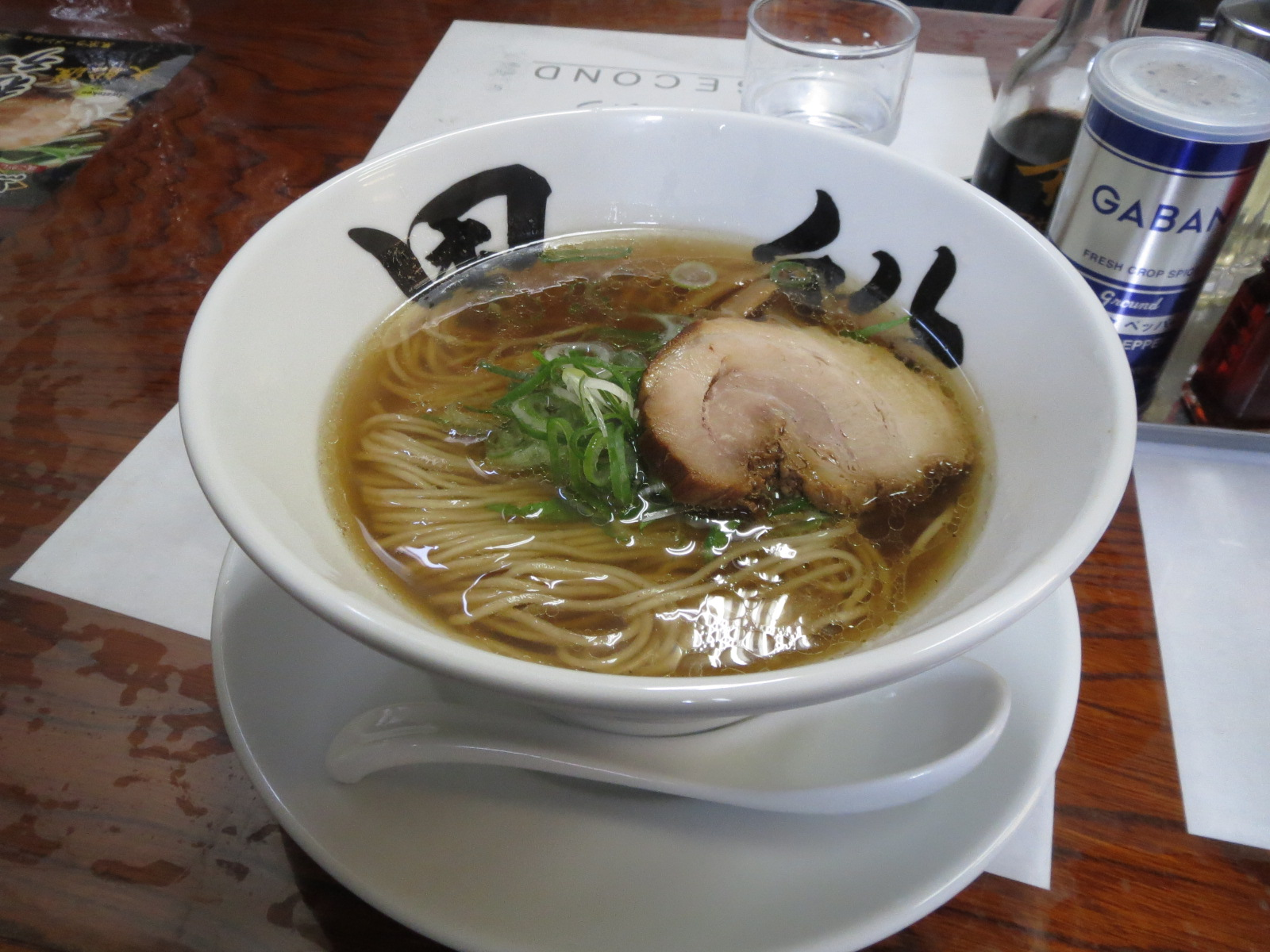
大船渡さんまらーめん

大船渡さんまらーめん（おおふなとさんまらーめん）とは、岩手県大船渡市で供されるご当地ラーメンである。

## 歴史
大船渡市の新たなご当地グルメとして2010年12月20日に市内10店舗で販売を開始したラーメンで、大船渡で水揚げされたサンマを使用しているのが特徴。店舗ごとにサンマをだしに使用したものや、まるごと一本乗せているものなど様々な趣向を凝らしている。
2013年には、市内のラーメン店「黒船」の名前を冠した、さんまラーメンのカップ麺が明星食品から全国発売されている。